# Claude Despiegeleer
Claude Despiegeleer, né en 1946, est un homme politique belge, membre du Parti socialiste, ancien échevin des sports et des bâtiments publics de la ville de Charleroi. Il est principalement connu pour avoir été condamné dans des affaires de détournement de biens sociaux.

## Les affaires

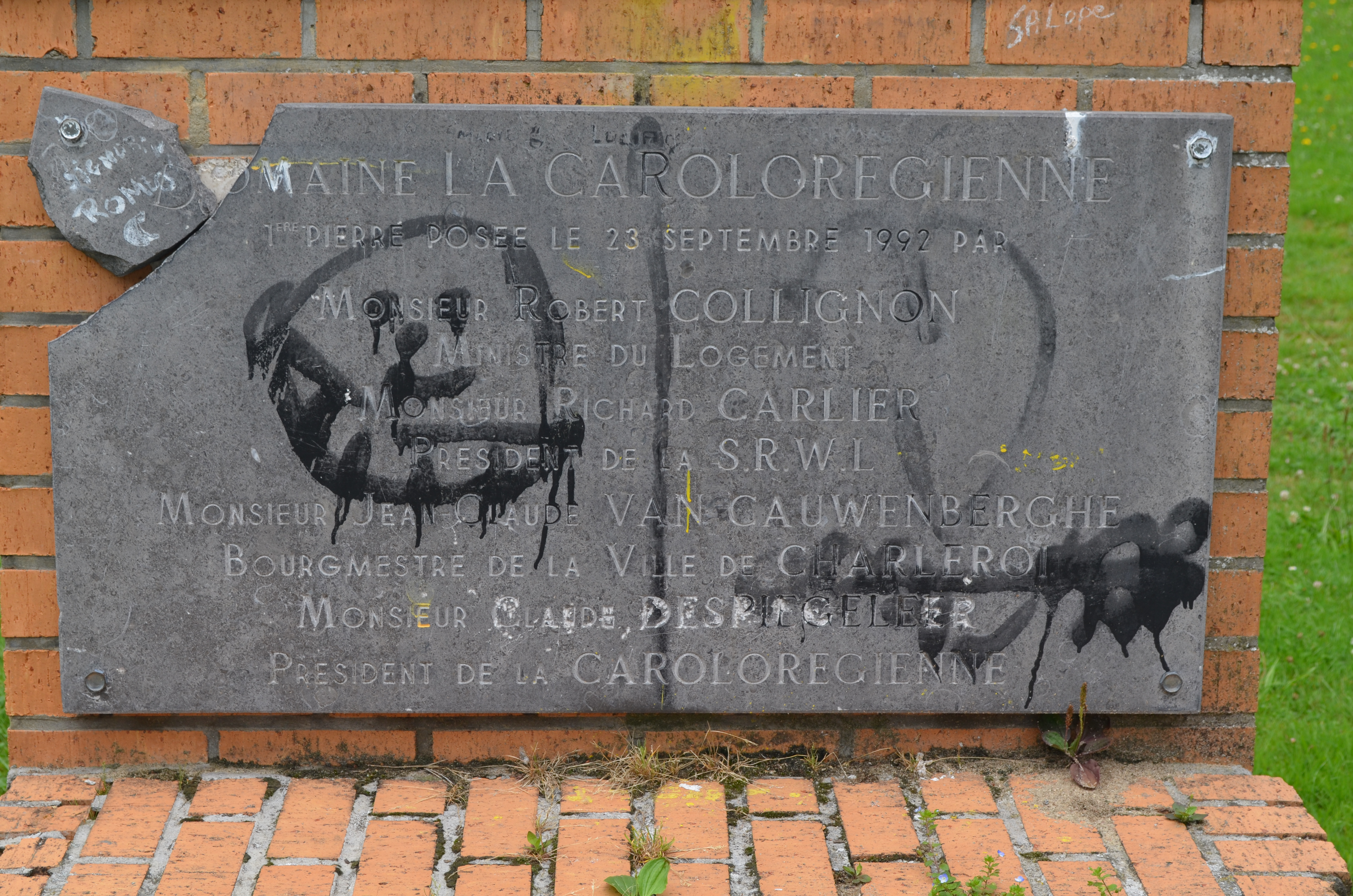
Plaque vandalisée à l'entrée de la Cité de l'Enfance à Marcinelle avec le nom de Claude Despiegeleer buriné.

En septembre 2005, Claude Despiegeleer a été impliqué avec d'autres personnalités dans une importante affaire de détournement de biens sociaux au détriment de la société de logement social dont il était administrateur-délégué (affaire dite de La Carolorégienne, révélatrice des nombreux abus des sociétés wallonnes du logement). Placé sous mandat d'arrêt, il a été écroué durant 45 jours à la prison de Jamioulx
, avant d'être remis en liberté le 14 novembre 2005 dans l'attente du procès.
Le 9 mars 2009, le tribunal correctionnel de Charleroi a condamné Claude Despiegeleer, a un an de prison avec sursis de cinq ans, et 5 000 euros d’amende avec sursis pour les quatre cinquièmes dans l’affaire dites de la chaudière de Carcassonne, ceci pour avoir fait installer une chaudière aux frais de la Ville de Charleroi dans sa villa privée de Carcassonne en 2004,. Le 5 mai 2010, la cour d'appel de Mons alourdit la peine à deux ans de prison avec sursis. La président de la cour insiste sur le fait qu'« Il a trompé la confiance de toute la communauté locale ». Le pourvoi en cassation introduit à la suite de cette confirmation de condamnation a été rejeté. 
Dans l'affaire dite de La Carolorégienne, le tribunal correctionnel de Charleroi l'a condamné le 23 juin 2010 à quatre ans de prison avec sursis partiel pour ce qui dépasse la détention préventive et à 16 500 euros d'amende. Le tribunal fait état dans son jugement d'une « violation flagrante de l'intérêt public » et de « règles de la démocratie au profit des intérêts personnels, financiers ou électoraux ». 

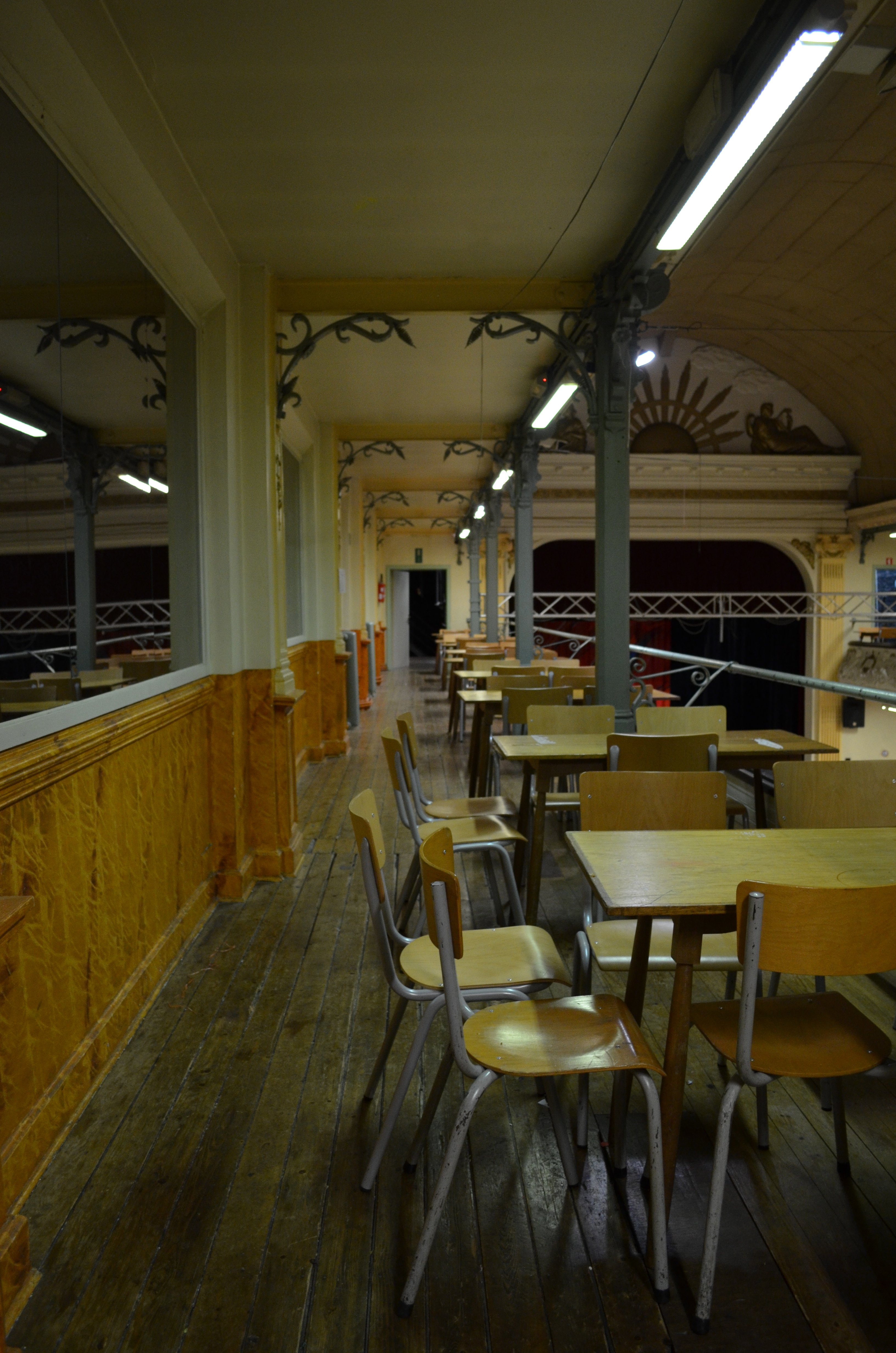
Salle la Ruche verrière.

Le 19 septembre 2011, dans l'affaire dite de la Ruche verrière, il est reconnu coupable de détournement de subsides. Si Claude Despiegeleer a admis que son but était de faire avancer les choses, le tribunal a estimé que ces infractions avaient été commises dans le but d'assurer la pérennité politique de l'intéressé. Déjà condamné pour des faits identiques, l'inculpé a bénéficié de l'absorption des peines : aucune autre peine ne lui sera infligée.

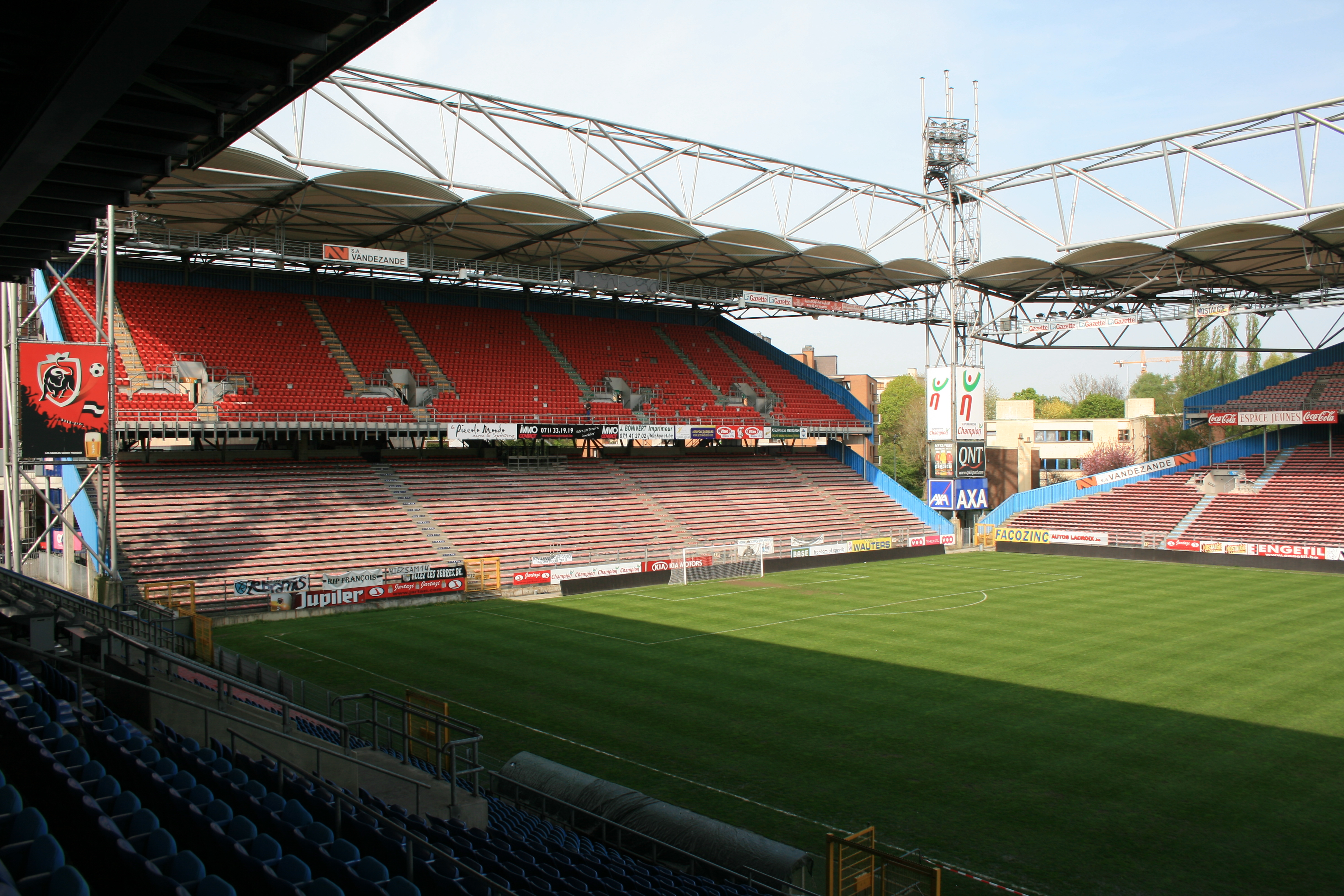
Stade du pays de Charleroi

Le 24 octobre de la même année, il est condamné dans l'affaire de la pelouse artificielle du Sporting de Charleroi. Pour contourner la procédure longue de l'appel d'offres par la Ville, propriétaire du stade, le Sporting, locataire, non soumis à cette obligation, paie lui-même la pelouse. En compensation, la Ville lui achète des places en tribune à la hauteur du montant engagé par le club. Places qui serviront pour l'essentiel aux électeurs de Claude Despiegeleer et Jacques Van Gompel, bourgmestre. Ce dernier, ainsi que deux fonctionnaires et le manager du Sporting, sont condamnés à des peines de prison avec sursis. Claude Despiegeleer est condamné mais bénéficie une nouvelle fois de l'absorption de peines. Jacques Van Gompel se pourvoit en appel et en mars 2013 la Cour d'appel de Mons le blanchit définitivement dans ce dossier. 
En septembre 2016, la commission de vigilance du parti socialiste exclut Claude Despiegeleer du parti.
Le 14 août 2018, un jugement condamne Claude Despiegeleer au remboursement d'une dette de 2,288 millions d'euros à la ville de Charleroi. À la suite de l'insolvabilité de son client, son avocat négocie un remboursement mensuel de 400 euros. Cette proposition est acceptée par le collège communal le 30 janvier 2019 puis annulée 16 février 2019 à la suite de l'intervention du directeur financier de la commune. Ce sont finalement 1 800 euros qui sont saisis mensuellement sur sa pension.